# بیابان‌زایی تاریخی
بیابان‌زایی تاریخی، شاخه‌ای از پژوهش است که به بررسی روند شکل‌گیری بیابان‌ها از منظر تاریخی می‌پردازد. در گذشته، تصور رایج این بود که دلایل اصلی بیابان‌زایی، ناشی از استفاده بی‌رویه از زمین، کاهش حاصل‌خیزی خاک، کاهش پوشش گیاهی، افزایش خطر خشکسالی و در نهایت، فرسایش بادی ناشی از این عوامل است.
اما در سال‌های اخیر، پروژه‌های بازسبزسازی بیابان‌ها به نتایج مورد انتظار دست نیافته‌اند و این موضوع تردیدهایی جدی نسبت به نظریه‌های سنتی بیابان‌زایی ایجاد کرده است. پژوهش‌های جدید نشان می‌دهد که رویدادهای اقلیمی حاد و ناگهانی، بیش از خشکسالی ناشی از کاهش بارش سالانه، نقش مخرب‌تری در بیابان‌زایی دارند. بارش‌های شدید منجر به سیل‌های ناگهانی، رسوبات را شسته و با خود می‌برد و به نظر می‌رسد که در پایان دوره بیزانس، تعداد رویدادهای شدید جوی در شام افزایش یافته است. کاهش سکونتگاه‌ها در کمربند بیابانی در این زمان ممکن است ناشی از این رویدادهای شدید باشد، نه کاهش بارندگی سالانه.

## علل بیابان‌زایی
دریای مدیترانه و نواحی گذار آن‌ها به سمت بیابان‌ها، با ویرانه‌های باشکوهی از دوران روم باستان و امپراتوری بیزانس شناخته می‌شوند. این ویرانه‌ها سال‌هاست که موضوع بحث‌های علمی و تاریخی در مورد چرایی رها شدن و افول این شهرها هستند.
فرضیه‌ای که در گذشته مورد پذیرش عمومی بود، چنین مطرح می‌کرد که رشد جمعیت یا حمله عشایر کوچ‌نشین باعث بهره‌برداری بیش از حد از منابع زمین شده است. این بهره‌برداری افراطی منجر به فرسایش خاک و تخریب غیرقابل بازگشت محیط زیست شده است. در نتیجه:
پوشش گیاهی و خاک حاصل‌خیز کاهش یافته، که خود به کاهش بارش‌های منطقه‌ای منجر شده، و در نهایت، پیشروی بیابان‌ها را به دنبال داشته است.
این دیدگاه بر آن است که تعاملات انسانی و فشار بیش از حد بر منابع طبیعی، روند تخریب زیست‌محیطی را آغاز کرده و شهرهای باستانی این نواحی را به مرور زمان به ویرانه‌هایی متروکه بدل کرده است. با این حال، پژوهش‌های جدیدتر – همان‌طور که در پاسخ پیشین اشاره شد – عواملی چون رویدادهای اقلیمی شدید و ناگهانی را نیز در کنار فشارهای انسانی، در تبیین این افول تاریخی مورد توجه قرار می‌دهند.
با این حال، شکست پروژه‌های کمک توسعه‌ای باعث شد تا تردیدهایی جدی دربارهٔ اعتبار نظریه «بیابان‌زایی تاریخی» مطرح شود.
برای نمونه، پروژه‌ای که با هدف کاهش فرسایش خاک و رسوب‌گذاریدر سد «کینگ طلال» در نزدیکی جرش در اردن اجرا شده بود، نتوانست به اهداف خود دست یابد. این ناکامی زمانی آشکار شد که یک بارندگی شدید باعث رسوب گذاری گسترده در سد شد، با وجود سازه‌های جدید حفاظت خاک که برای کنترل این پدیده ساخته شده بودند.
علاوه بر این، اثرات مثبت مورد انتظار از پروژه‌های جنگل‌کاری نیز محقق نشد. بلکه نتایج معکوسی به وجود آمد:
با کاشت درختان کاج که به‌راحتی آتش می‌گیرند، خطر آتش‌سوزی به‌شدت افزایش یافت؛ همچنین، با محدود شدن چرای دام در نواحی جنگل‌کاری‌شده، فشار دام به سمت مناطق حساس‌تر در کمربند بیابانی منتقل شد؛ و از سوی دیگر، درختان همیشه‌سبز موجب کاهش نفوذ آب باران به سفره‌های آب زیرزمینی شدند و به این ترتیب، تغذیه آب‌های زیرزمینی مختل گردید.
این تجربیات نشان می‌دهد که راهکارهای سنتی و دیدگاه‌های قدیمی دربارهٔ مقابله با بیابان‌زایی و احیای اراضی، همواره نتایج مؤثر و پایداری به همراه ندارند و باید با دقت بیشتری و در نظر گرفتن شرایط اکولوژیکی، اقلیمی و اجتماعی بومی طراحی و اجرا شوند.

## پژوهش

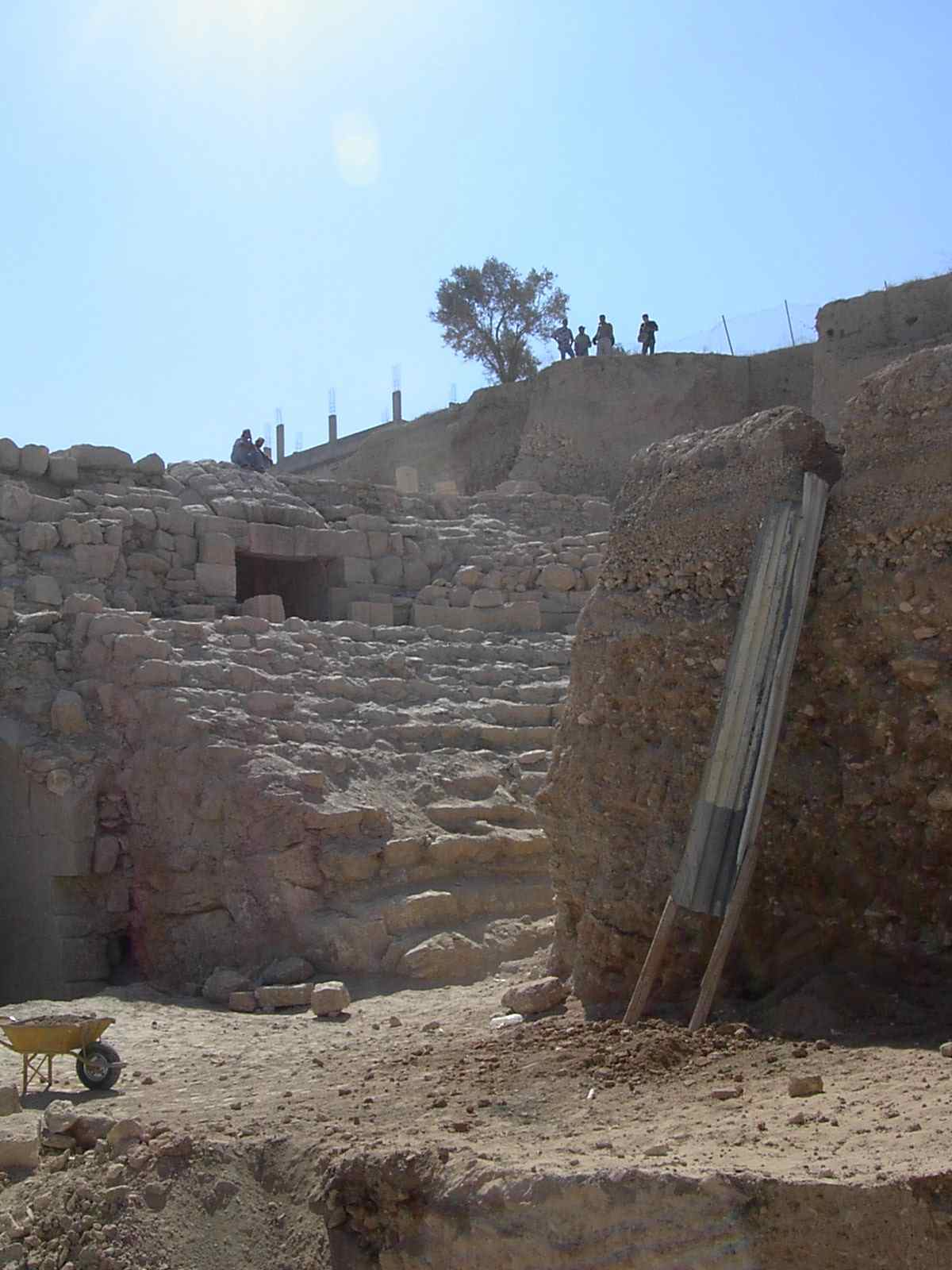
رسوباتی که تئاتر بیت راس (کاپیتولیا) را پوشانده‌اند

تعدادی از پروژه‌های تحقیقاتی در حال اجرا در اردن نشان دادند که فرسایش خاک اصلی کشاورزی، Terra Rossa، در پایان آخرین عصر یخبندان و در طول دریاس جوان رخ داده است؛ بنابراین به نظر می‌رسد که فرسایش خاک‌های امروزی که به شدت مورد استفاده قرار می‌گیرند، در طول دوره‌های تاریخی محدود بوده و ارتباطی با بیابان‌زایی نداشته است.
بحث در مورد تأثیر تغییرات اقلیمی بر بیابان‌زایی بر خشکسالی متمرکز است. در حالی که برخی از نویسندگان استدلال می‌کنند که دوره‌های زوال در شام همزمان با کاهش بارندگی بوده است، برخی دیگر به توسعه غیرخطی سکونتگاه‌ها اشاره می‌کنند. با این حال، تمرکز بر میزان بارندگی سالانه تنها امکان نتیجه‌گیری‌های محدودی در مورد بهره‌وری کشاورزی را فراهم می‌کند. در این زمینه، خاک‌ها و رسوبات کوهلوویا به افزایش فراوانی بارندگی‌های شدید در شام در پایان دوره بیزانس اشاره دارند. تا آنجا که امروزه چنین رویدادهایی قابل مشاهده است، خسارات مرتبط با آنها همیشه بسیار زیاد بوده و می‌توانسته عواقب بسیار جدی‌تری نسبت به خشکسالی داشته باشد. کاهش سکونت در کمربند بیابانی در پایان دوران باستان می‌تواند با افزایش رویدادهای شدید مرتبط باشد.